# Hermetia pulchra
Hermetia pulchra är en tvåvingeart som beskrevs av Christian Rudolph Wilhelm Wiedemann 1830. Hermetia pulchra ingår i släktet Hermetia och familjen vapenflugor. Inga underarter finns listade i Catalogue of Life.